# Ernst-Hugo Järegård
Ernst Hugo Alfred Järegård (Ystad, 12 december 1928 – Lidingö, 6 september 1998) was een Zweeds acteur.
Järegård werd in 1928 geboren in de Zuid-Zweedse plaats Ystad. Hij acteerde in ongeveer twintig films en in meer dan veertig tv-producties, maar hij speelde zelf vooral graag toneel. Hij werkte voor het eerst samen met de Deense regisseur Lars von Trier in 1991 in de film Europa. In 1994 verwierf hij internationale roem met de rol van dokter Stig Helmer in de ziekenhuisserie Riget. De plotse dood van Järegård in 1998 was een van de voornaamste redenen waarom regisseur Lars von Trier de serie nooit afwerkte.
In 1982 ontving hij de Zweedse koninklijke onderscheiding Litteris et Artibus.

## Filmografie (selectie)
- 1962: Raggargänget
- 1964: Svenska bilder
- 1974: Fimpen
- 1975: Släpp fångarne loss, det är vår!
- 1991: Europa
- 1992: Den goda viljan
- 1993: Kådisbellan
- 1994: Riget